# Clive Allen
Pour les articles homonymes, voir Allen.
Clive Darren Allen, né le 20 mai 1961 à Stepney (Angleterre), est un footballeur international anglais, qui évoluait au poste d'attaquant.
Il connait ses meilleures années sous le maillot de Tottenham Hotspur. Il compte cinq sélections avec l'équipe d'Angleterre, entre 1984 et 1988, pour aucun but.

## Biographie
Allen est le fils de l'ancien joueur de Tottenham Hotspur, l'attaquant Les Allen qui remporta en 1961 le championnat et la coupe d'Angleterre. Son frère, Bradley Allen est lui aussi footballeur tout comme ses cousins Paul (en) et Martin Allen. 
Clive Allen rejoint les Queens Park Rangers en 1978. Il reste au club quand celui-ci est relégué puis remonte en première division avant de signer en faveur d'Arsenal FC en 1980. Il a alors 19 ans. Il ne réussira pas à s'établir à Highbury puisque deux mois plus tard il quitte les Gunners après avoir joué seulement trois matchs amicaux pour être vendu à Crystal Palace. Le club relégué à la fin de la saison 1980-81, Allen quitte Crystal Palace pour revenir à QPR de nouveau en seconde division. Lors de la saison 1981-82 il marque 13 buts pour son club formateur qui ne peut cependant remonter en première division. Cette même saison QPR accède à la finale de la coupe d'Angleterre, un match perdu contre Tottenham. Queens Park Rangers remporte le championnat de seconde division lors de la saison 1982-83 et finit cinquième de Premier League l'année suivante. 
En 1984, il obtient sa première sélection en équipe d'Angleterre contre le Brésil, un match gagné 2-0 par les Three Lions. Il rejoint ensuite l'effectif de Tottenham Hotspur. Blessé lors de ses deux premières saisons dans son nouveau club, il brille lors de la troisième en jouant trois trophées et marquant 49 buts toutes compétitions confondues. Il est alors élu joueur de l'année 1987 par la Football Writers' Association, association des journalistes de football, et par la Professional Footballers' Association, association des joueurs professionnels.
La saison suivante, Allen n'est plus aussi brillant. Tottenham le vend pour un million de livres sterling aux Girondins de Bordeaux, alors vice-champion de France en titre et 1/4 de finaliste sortant de la Coupe d'Europe des Clubs Champions. Mais le club girondin effectue sa pire saison depuis 1980 et dix-huit mois après son arrivée, Clive retourne en Angleterre pour porter le maillot de Manchester City. Il atterrira ensuite à Chelsea FC ou encore West Ham United avant de prendre sa retraite en 1996.
Il s'essaiera brièvement au football américain chez les London Monarchs, équipe de NFL Europa[réf. nécessaire].

## Carrière
- 1978-1980 : Queens Park Rangers
- 1980 : Arsenal
- 1980-1981 : Crystal Palace
- 1981-1984 : Queens Park Rangers
- 1984-1988 : Tottenham Hotspur
- 1988-1989 : Girondins de Bordeaux
- 1989-1991 : Manchester City
- 1991-1992 : Chelsea
- 1992-1994 : West Ham
- 1994-1995 : Millwall
- 1995 : Carlisle United [4]

## Palmarès
Queens Park Rangers FC
- Finaliste de la FA Cup (1) :
  - 1982.
- Champion du Championnat d'Angleterre de football D2 (1) :
  - 1983.
- Meilleur buteur du Championnat d'Angleterre de football D2 (1) :
  - 1980: ? buts.

Tottenham Hotspur FC
- Finaliste de la FA Cup (1) :
  - 1987.
- Meilleur buteur du Championnat d'Angleterre de football (1) :
  - 1987: 33 buts.

Carlisle United FC
- Champion du Championnat d'Angleterre de football D4 (1) :
  - 1995.

## Distinction personnelle
- Meilleur buteur du Championnat d'Angleterre de football en 1987 avec 33 buts
- 5 sélections et 0 but avec l'équipe nationale d'Angleterre entre 1984 et 1988